# میدلند، استرالیای غربی
میدلند (به انگلیسی: Midland) یک حومه شهر در استرالیا است که در City of Swan واقع شده‌است.